# Nicola Khuri
Pour les articles homonymes, voir Khuri.
Nicola N. Khuri (né le 27 mai 1933 à Beyrouth – mort le 4 août 2022) est un physicien américain. Professeur émérite de l'université Rockefeller, il a été membre de l'Institute for Advanced Study.

## Biographie
Nicola Khuri fréquente l'université américaine de Beyrouth (AUB), où il obtient un baccalauréat universitaire en 1952. Il complète par la suite ses études à l'université de Princeton, où il obtient une maîtrise (1955) et un Ph.D. (1957). Son directeur de thèse est Sam Treiman.
Il enseigne un temps à l'AUB, puis à l'Institude for Advanced Study, avant d'enseigner à l'université Rockefeller à partir de 1964.